# Try Benneth
Tray Anthony Bennett Grant (San José, 5 de agosto de 1975) es un exfutbolista costarricense, se desempeñó como defensa.

## Trayectoria
Debutó el 3 de noviembre de 1993 con el Deportivo Saprissa en un partido contra el Municipal Puntarenas.

## Selección nacional
Bennett hizo su debut con la selección de Costa Rica en un partido amistoso contra Ecuador en octubre de 2002 y jugó 24 partidos, anotando solo un gol. 
Su final internacional fue un partido de la Copa de Naciones UNCAF febrero de 2007 contra El Salvador.

### Goles con selección nacional
| Gol | Fecha               | Sede                                                | Oponente | Marcador | Resultado | Competencia |
| --- | ------------------- | --------------------------------------------------- | -------- | -------- | --------- | ----------- |
| 1.  | 23 de marzo de 2003 | Estadio Alejandro Morera Soto, Alajuela, Costa Rica | Paraguay | 2 - 1    | 2 – 1     | Amistoso    |

## Clubes
| Club               | País       | Año       |
| ------------------ | ---------- | --------- |
| Deportivo Saprissa | Costa Rica | 1993-1997 |
| Comunicaciones FC  | Guatemala  | 1997-1998 |
| USAC               | Guatemala  | 1998-2000 |
| Herediano          | Costa Rica | 2000-2003 |
| Deportivo Saprissa | Costa Rica | 2003-2008 |
| Brujas FC          | Costa Rica | 2008-2010 |

## Palmarés

### Títulos nacionales
| Título                         | Equipo             | País       | Año  |
| ------------------------------ | ------------------ | ---------- | ---- |
| Primera División de Costa Rica | Deportivo Saprissa | Costa Rica | 1994 |
| Primera División de Costa Rica | Deportivo Saprissa | Costa Rica | 1995 |
| Liga Nacional de Guatemala     | Comunicaciones FC  | Guatemala  | 1998 |
| Primera División de Costa Rica | Deportivo Saprissa | Costa Rica | 2004 |
| Primera División de Costa Rica | Deportivo Saprissa | Costa Rica | 2006 |
| Primera División de Costa Rica | Deportivo Saprissa | Costa Rica | 2007 |
| Primera División de Costa Rica | Deportivo Saprissa | Costa Rica | 2007 |
| Primera División de Costa Rica | Deportivo Saprissa | Costa Rica | 2008 |
| Primera División de Costa Rica | Brujas Fútbol Club | Costa Rica | 2009 |

### Títulos internacionales
| Título                           | Equipo                  | Sede                                 | Año  |
| -------------------------------- | ----------------------- | ------------------------------------ | ---- |
| Copa de Campeones de la Concacaf | Deportivo Saprissa      | Concacaf                             | 1995 |
| Copa Centroamericana             | Selección de Costa Rica | Panamá                               | 2003 |
| Copa Interclubes de la UNCAF     | Deportivo Saprissa      | Centroamérica                        | 2003 |
| Copa de Campeones de la CONCACAF | Deportivo Saprissa      | Norteamérica, Centroamérica y Caribe | 2005 |
| Copa Centroamericana             | Selección de Costa Rica | El Salvador                          | 2007 |